# Hof van Justitie van de Europese Unie
Het Hof van Justitie van de Europese Unie (HvJ-EU) is een instelling van de Europese Unie, die toeziet op een uniforme toepassing van de Europese wetgeving binnen alle lidstaten. Het Hof is onderverdeeld in het Hof van Justitie en het Gerecht. Volgens artikel 19 van het Verdrag betreffende de Europese Unie verzekert het de eerbiediging van het recht bij de uitlegging en toepassing van de Europese verdragen. Het Hof is gevestigd in Luxemburg.

## Taken
Het Hof van Justitie van de Europe Unie (HvJ-EU) ziet erop toe dat de EU-wetgeving in alle landen van de EU op dezelfde wijze wordt geïnterpreteerd en toegepast. Het regelt verder juridische geschillen tussen nationale regeringen en EU-instellingen. Het Hof is daarmee de rechtsprekende instantie van de Europese Unie. Het werkt daarbij samen met de rechterlijke instanties van de lidstaten.
De voornaamste taken zijn:
- interpretatie van wetgeving;
- handhaving van wetgeving;
- het nietig verklaren van EU-wetgeving die in strijd is met de EU-verdragen of de grondrechten die binnen de EU gelden;
- afdwingen van maatregelen wanneer Parlement, Raad of Commissie van de EU nalatig zijn;
- opleggen van sancties wanneer een EU-instelling schade bij personen of bedrijven heeft veroorzaakt als gevolg van een handeling of nalatigheid van de EU of haar personeel; in dat geval kan bij het Gerecht een vordering tot schadevergoeding worden ingesteld.

## Werkwijze
Sinds de oprichting in 1952 zijn er duizenden zaken bij het Hof aanhangig gemaakt. Om deze stroom te verwerken en de rechtsbescherming van de burgers te verbeteren, is in 1989 een Gerecht toegevoegd. Dit Gerecht spreekt zich in eerste instantie uit in bepaalde categorieën van zaken, zoals geschillen die verband houden met mededingingsregels en hoger beroep dat door particulieren is ingediend. Bovendien is het sinds het Verdrag van Nice mogelijk geworden om gespecialiseerde rechtbanken in het leven te roepen. Het in 2004 ingestelde Gerecht voor ambtenarenzaken van de Europese Unie was tot september 2016 het enige.